# هانس دنفر
هانس دنفر هو لاعب رماية دنماركي، ولد في 28 أكتوبر 1876 في زيلاند في الدنمارك، وتوفي في 18 سبتمبر 1961 في كوبنهاغن في الدنمارك.

## وصلات خارجية
- هانس دنفر على موقع الاتحاد الدولي (الإنجليزية)
- هانس دنفر على موقع اللجنة الأولمبية الدولية (الإنجليزية)
- هانس دنفر على موقع أوليمبيديا (الإنجليزية)